# テキサス・バトル
テキサス・バトル（Texas Battle、1980年8月9日 - ）は、アメリカ合衆国の俳優。テキサス州出身。

## 出演作品
- デスゲーム　～処刑監獄～
- ビッグフット　ＵＭＡ確認。
- Death Valley　～密着！ロス市警アンデッド特別捜査班～
- クライモリ　デッド・エンド（ジェイク）
- ファイナル・デッドコースター（ルイス）
- One Tree Hill シーズン3
- コーチ・カーター
- ワイヤー・ルーム
- デンジャラス・プレイス